# Федерација спортова на леду Италије
Федерација спортова на леду Италије (ФИСГ) (итал. Federazione Italiana Sport del Ghiaccio (FISG)) кровна је спортска организација задужена за промоцију и организацију такмичења у спортовима на леду на подручју Италије. Поред хокеја на леду ФИСГ је задужен и за карлинг, брзо и уметничко клизање. 
Савез је пуноправни члан неколико међуанродних спортских организација, укључујући и Међународну хокејашку федерацију (ИИХФ, од 24. јануара 1924. и Међународну клизачку унију (ИСУ).
Седиште Савеза налази се у граду Милану (на северу Италије).

## Савез
Федерација зимских спортова Италије основана је у Милану 1926. године фузионисањем дотадашња три савеза која су била задужена за боб, клизање на леду и хокеј на леду, а све са циљем ефикасније промоције и развоја ових спортова. ФИСГ се 1933. фузионисао са Скијашким савезом Италије и тако је настала Федерација зимских спортова Италије (ФИСИ; итал. Federazione Italiana Sport Invernali). Седиште нове организације било је у Риму. 
Након Другог светског рата дошло је до реорганизације спортских удружења у Италији, а самим тим су се хокеј на леду и скијање издвојили од клизачког спорта. Међутим хокејашки савез није дуго функционисао као независно спортско тело и већ 1952. поново се ујединио са клизачком федерацијом у садашњу Федерацију спортова на леду Италије (итал. Federazione Italiana Sport del Ghiaccio).
Савез је данас задужен за следеће спортове:
- Карлинг
- Хокеј на леду
- Брзо клизање
- Брзо клизање на кратким стазама
- Уметничко клизање

## Историјат италијанског хокеја на леду
Године 1911. у Торину, на леду клизачког клуба Валентино отворена је прва хокејашка секција која је промовисала хокеј на леду по стандардним (канадским) правилима. Иако се овај спорт и раније практиковао на подручју северне Италије (захваљујући погодним природним условима), ова година се може сматрати службеним почетком модерног хокеја на тлу Италије. У Торину је убрзо основан и први хокејашки клуб. Развоју овог спорта умногоме су допринели бројни италијански имигранти из Северне Америке током 1920-их година, а међу њима су се посебно истицали Леон Гуал који је међу првима превео правила ове игре на италијански језик и Френк Ронкарели ког многи сматрају „оцем“ модерног италијанског хокеја. 
Тако су током двадесетих година прошлог века почели да ничу бројни хокејашки клубови. Нова игра је највећу популарност разумљиво доживљавала у северним деловима земље (подручје Алпа) где су постојали идеални природни услови за развој овог спорта. Хокеј на леду за кратко време постаје главна атракција у италијанским зимским центрима. Додатни замах у развоју хокеја представљало је и отварање прве ледене дворане 1924. у Милану, коју је пратило и оснивање градског клуба ХК Милано (уместо клуба који се такмичио у хокеју на ролерима). Исте године основан је и Савез хокеја на леду Италије који је аутоматски постао и пуноправни члан тадашњег ИИХФ (24. јануара 1924). Како је број новооснованих клубова растао, јавила се и идеја о оснивању националне лиге. Прва национална лига основана је 1935, и у њој је учествовало 7 екипа. 
У то време у италијанским клубовима (а касније и у репрезентативним селекцијама) играли су бројни странци, углавном канађани италијанског порекла, а недостатак домаћег стручног кадра надокнађивали су тренери из тадашњих хокејашких велесила попут Канаде, САД, Чехословачке и Уједињеног Краљевства. Управо захваљујући страним играчима током 1970-их долази до наглог успона хокеја на подручју Јужног Тирола који је до тада важио искључиво за скијашку регију (Вал Гардена, Болцано, Брунико, Мерано).

### Такмичења
Прво национално првенство играно је у зиму 1924/25. године, а први победник постала је екипа Милана (која је освојила првих 7 од 8 националних такмичења). У првих неколико сезона играло се по куп систему док је лигашки систем уведен од 1935. године. 
Национална лига данас је подељена у 4 квалитетна ранга (Серија А, Друга дивизија, Серија Б и Серија Ц). Играју се и такмичења за куп и суперкуп. У женској конкуренцији играју се два квалитетна ранга и национални куп. 
Мушка сениорска репрезентација је на међународној сцени дебитовала у марту 1924. на Првенству Европе у Милану. У премијерном мечу Италијани су играли са селекцијом Француске и убедљиво су поражени са 0:12. Највећи успеси сениорске репрезентације су 4. место на првенству Европе 1929, 6. место на светском првенству 1994. и 7. место на ЗОИ 1956. године. 
Женска сениорска репрезентација на међународној сцени дебитовала је на светском првенству 1999. где је заузела 17. место. На ЗОИ су учествовале само једном, и то 2006. када је домажин олимпијског турнира био Торино и тада су освојиле последње 8. место. 
На међународној сцени учествују и млађе узрасне репрезентације (до 20 и до 18 година) у обе конкуренције. 

### Хокеј на леду у бројкама
Према подацима ИИХФ за 2013. на подручју Италије је регистровано укупно 6.909 играча који су се активно бавили хокејом на леду. Од тог броја њих 2.407 су се такмичили у сениорској (2.002 мушкарца и 405 жена), а 4.502 у јуниорској конкуренцији. Лиценцу националног судијског савеза поседовала су укупно 62 арбитра. 
Хокејашку инфраструктуру чини 45 ледених дворана и 24 терена на отвореном. Највеће дворане су Олимпијски стадион у Кортини д'Ампецо (капацитета 10.000 места), те ледене дворане у Милану, Болцану и Торину (капацитета по 5.000 места).